# Lowden (Iowa)
Lowden es una ciudad ubicada en el condado de Cedar en el estado estadounidense de Iowa. En el Censo de 2010 tenía una población de 789 habitantes y una densidad poblacional de 297,49 personas por km².

## Geografía
Lowden se encuentra ubicada en las coordenadas 41°51′33″N 90°55′25″O / 41.85917, -90.92361. Según la Oficina del Censo de los Estados Unidos, Lowden tiene una superficie total de 2.65 km², de la cual 2.65 km² corresponden a tierra firme y (0%) 0 km² es agua.

## Demografía
Según el censo de 2010, había 789 personas residiendo en Lowden. La densidad de población era de 297,49 hab./km². De los 789 habitantes, Lowden estaba compuesto por el 99.11% blancos, el 0.13% eran afroamericanos, el 0% eran amerindios, el 0% eran asiáticos, el 0% eran isleños del Pacífico, el 0.25% eran de otras razas y el 0.51% pertenecían a dos o más razas. Del total de la población el 0.76% eran hispanos o latinos de cualquier raza.